# Al Shearer
Al Shearer (* 14. August 1977 in Columbus, Ohio/USA) ist ein US-amerikanischer Schauspieler und Fernsehmoderator afroamerikanischer Herkunft.

## Leben
Al Shearer absolvierte ein Studium im Fachbereich Fernsehjournalismus an der Howard University in Washington D.C., welches er mit dem Bachelor abschloss. Er begann seine Karriere im amerikanischen Fernsehen als Gastgeber der TV-Show Game Room, welche auf Black Entertainment Television, einem US-amerikanischen Musiksender, ausgestrahlt wurde. Später arbeitete er als Washington-Korrespondent für die Talkshow und Jugendsendung Teen Summit. Für BET moderierte er auch die Show Hits from the Street.
Er präsentierte für CBS Radio in Washington außerdem eine morgendliche Hip-Hop-Show.
Größere Bekanntheit erlangte Shearer durch seine Rolle des Basketballspielers Nevil Shed in dem von Jerry Bruckheimer für Walt Disney Pictures produzierten Blockbuster Glory Roads, dt. Spiel auf Sieg.
In der auf MTV laufenden Reality-Show Punk’d, einer Variante der Versteckten Kamera, war er der Assistent von Ashton Kutcher.
Shearer übernahm auch einige Episodenrollen in Fernsehserien, so 2008 in CSI: Den Tätern auf der Spur.